# Něvsko-Vasileostrovskaja
Něvsko-Vasileostrovskaja linka (rusky Невско-Василеостровская линия) je linka petrohradského metra.

## Popis linky
Linka je značena zelenou barvou, alternativně také číslem tři. Spojuje spolu východní a západní část města, první její úsek byl otevřen v roce 1967. Během postupného rozšiřování sice na lince nepřibylo mnoho stanic (dnes je jich pouze deset), mezistaniční úseky však zde patří k nejdelším. Zajímavostí na této lince je, že v některých jejich stanicích nejsou přístupné boční lodě, do vlaků se nastupuje pomocí vstupů se zavíratelnými dveřmi, zhruba podobně jako je tomu v systémech automatického metra (například v Paříži).

### Chronologie otevírání jednotlivých úseků
| úsek                                            | datum otevření    | délka     |
| ----------------------------------------------- | ----------------- | --------- |
| Vasileostrovskaja – Ploščaď Aleksandra Něvskogo | 3. listopad 1967  | 6,7 km    |
| Ploščaď Aleksandra Něvskogo – Lomonosovskaja    | 25. prosinec 1970 | 5,8 km    |
| Vasileostrovskaja – Primorskaja                 | 29. srpen 1979    | 2,2 km    |
| Lomonosovskaja – Obuchovo                       | 10. červenec 1981 | 4,3 km    |
| Obuchovo – Rybackoje                            | 28. prosinec 1984 | 3,6 km    |
| Rybackoje – depo č. 5 Něvskoje                  | 1986              | 1,1 km    |
| Primorskaja – Běgovaja                          | 26. květen 2018   | 5,1 km    |
| Celkem:                                         | 12 stanic         | 27,622 km |

## Stanice
- Primorskaja
- Vasileostrovskaja
- Gostinyj dvor (přestupní)
- Majakovskaja (přestupní)
- Ploščaď Aleksandra Něvskogo (přestupní)
- Jelizarovskaja
- Lomonosovskaja
- Proletarskaja (2005 – 2007 v rekonstrukci)
- Obuchovo
- Rybackoje
- Zenit
- Běgovaja